# Bruiser - La vendetta non ha volto
Bruiser - La vendetta non ha volto (Bruiser) è un film del 2000, scritto e diretto da George A. Romero.

## Trama
Henry Creedlow è un uomo sempre di più alla deriva: ingabbiato in un matrimonio con una donna dispotica che lo tradisce in continuazione con il suo capo, Milo Styles, nonché appunto in un lavoro poco soddisfacente in cui è costantemente bistrattato, Henry deve anche sopportare l'umiliazione di sottostare all'amico James, il quale ha investito dei soldi per conto suo senza ricavarne un grande guadagno. Dopo aver assistito al suicidio di un uomo avvenuto in diretta durante una trasmissione radiofonica, Henry è turbato dall'indifferenza del conduttore radiofonico nei confronti dell'accaduto e inizia ad avere delle strane visioni in cui si ritrova o a suicidarsi o ad uccidere chiunque gli abbia appena commesso un torto. Durante una riunione di lavoro in cui la redazione di "Bruiser" dovrebbe scegliere il volto della sua copertina di settembre, il capo di Henry esegue uno show grottesco in cui umilia sia Henry che Rosemary, sua moglie che viene tuttavia costantemente tradita da Milo. Come se niente fosse, Styles commissiona a Henry di organizzare ben due feste, ad una delle quali il dipendente non è neanche invitato. Segue una partita di tennis con James durante la quale quest'ultimo continua ad ostentare superiorità nei confronti di Henry.
Quel pomeriggio, durante una festa in piscina presso la casa di Styles, Henry si imbatte nella collezione di maschere d'argilla di Rosemary, che ne ha scolpita una anche in base alle fattezze di Henry. Subito dopo l'uomo scopre che sua moglie lo sta tradendo con Milo quasi sotto gli occhi di tutti, tuttavia non riesce a reagire. Quando poche ore dopo l'uomo affronta la donna la situazione addirittura peggiore: Janine lo tratta con estrema arroganza e lo lascia da solo a casa e va a divertirsi da sola, lasciandolo in preda all'ennesima allucinazione omicida. Il giorno dopo, Henry si sveglia con addosso la maschera raffigurante il suo volto plasmata da Rosemary, tuttavia non riesce a toglierla, come se fosse ormai parte di lui. Subito dopo arriva a casa la colf e Henry si scopre in grado di leggerle nei pensieri, scoprendo che la donna ha una pessima opinione di lui e che gli ruba costantemente delle somme di denaro: infuriato e in balia ad una crisi per la questione della maschera, Henry la uccide. Subito dopo arriva Janine a casa insieme al suo cane, odiatissimo da Henry: credendo di essere sola in casa, la donna parla a telefono con Milo e programma il logo imminente incontro: mentre lo raggiunge in ufficio Henry la segue.
Nascosto nell'ufficio di Milo, Henry scopre che l'uomo e sua moglie hanno una relazione che va avanti da tempo. Proprio mentre i due stanno per avere un amplesso, Rosemary appare dal nulla e li fotografa per poi andare via, inseguita da un supplicante Milo. Henry esce allora allo scoperto e, dopo aver terrorizzato sua moglie, la uccide impiccandola e gettandola poi da una finestra. Un suo collega, Tom, ha assistito a tutta la scena ma Henry lo convince con la minaccia a non rivelare nulla. Henry va via indisturbato mentre la polizia interroga Milo, che per eludere i sospetti rivela che sua moglie aveva appena scoperto il tradimento. Una delegazione di poliziotti si presenta anche a casa di Henry ma questi, pur essendo dentro, non apre. La polizia non può entrare perché priva di mandato, e così va via: l'uomo mette la casa completamente a soqquadro per simulare un'aggressione nei suoi confronti. Da questo momento in avanti, in un'escalation di pazzia, Henry porta avanti la sua vendetta anche contro James (che in realtà gli ha rubato molti soldi) e Milo, uccidendoli rispettivamente nel circolo in cui erano soliti giocare a tennis e nel bel mezzo di una festa in maschera che lui stesso aveva organizzato per suo conto. Una volta compiuta la sua vendetta, Henry si rende conto che ha di nuovo il suo volto smascherato, ma avendo commesso degli omicidi è costretto a scappare. Ma la maledizione della maschera non è finita per Henry.

## Distribuzione
Il film è stato distribuito direttamente per il mercato home video.

## Accoglienza
Sull'aggregatore Rotten Tomatoes il film riceve il 67% delle recensioni professionali positive con un voto medio di 6 su 10 basato su 9 critiche.

## Curiosità
- Bruiser è il primo film diretto da George A. Romero dai tempi del film La metà oscura del 1993.
- Nel film è presente il popolare gruppo musicale horror punk The Misfits. In cambio del cameo Romero diresse per loro il video clip del singolo Scream!